# La repubblica di San Gennaro
La repubblica di San Gennaro è un film italiano del 2003, diretto da Massimo Costa.

## Trama
In Italia un referendum ha sancito la divisione dell'Italia del nord dal resto del paese, con la costruzione di ghetti intorno alle grandi città settentrionali, destinati agli immigrati dal sud Italia in cui essi possano mantenere la propria cultura.
Gennaro e Addolorata Strummolo sono fratello e sorella, costretti a vivere proprio in uno di questi ghetti. Mentre Addolorata è innamorata di un conterraneo e non fa nulla per nascondere le proprie origini, sperando di poter tornare un giorno a Napoli, Gennaro tenta in tutti i modi di comportarsi da settentrionale, indossando un parrucchino biondo, abbigliamento tirolese e cambia il proprio cognome da Strummolo in Strumm, per poter diventare cittadino del Nord. Per raggiungere tale risultato sottopone sé stesso e la sorella agli esami della rigida assistente sociale Olga, imposti dall'amministrazione del Nord. Durante tali esami, tuttavia, Olga perde la testa per il fidanzato di Addolorata, sconvolgendo i piani dei due fratelli.

## Produzione e distribuzione
Il film è stato tratto dalla commedia Casa di frontiera di Gianfelice Imparato, che nel film interpreta la parte del protagonista Gennaro Strummolo.
Prodotta nel 2001, la pellicola è stata distribuita nelle sale cinematografiche italiane il 6 giugno 2003. È l'ultimo film in cui recita Aldo Giuffré.